# Джварі (божество)
Джварі («хрест»; (груз. ჯვარი)) — у горян Східної Грузії — локальні божества.
Джварі вважалися покровителями окремих громад, селищ чи місцевостей. Вони були підпорядковані верховному божеству Гмерті-розпоряднику (Морігамі-гмерті). Поряд з терміном Джварі вживалися також — хвтісшвілі («божі діти») і хвтіснабдебі («Богородження»). Найбільш широко були поширені культи Гуданіс-Джварі, що ототожнюється з Гіоргі, і Каратіс-Джварі. За переказами Джварі були послані ним на землю, щоб винищити девів і розчистити території для розселення людей.
Після поширення християнства головний сюжет міфів про Джварі — боротьба їх з девамі. На думку вчених, цей мотив відображає боротьбу християнства під знаком хреста («Джварі») з язичництвом. У Пшаві і Тушеті Джварі відповідали хати («ікона»).